# Abia de la Obispalía
Abia de la Obispalía település Spanyolországban, Cuenca tartományban. Abia de la Obispalía Cuenca, Huerta de la Obispalía, Villar de Olalla, Villar y Velasco, Villarejo de la Peñuela, Fuentenava de Jábaga és Torrejoncillo del Rey községekkel határos. Lakosainak száma 59 fő (2024).

## Népesség
A település lakosságának változását az alábbi diagram mutatja:
| Lakosok száma | 83   | 88   | 88   | 80   | 76   | 80   | 77   | 65   | 57   | 59   |
|               | 2001 | 2004 | 2006 | 2009 | 2011 | 2014 | 2016 | 2019 | 2021 | 2024 |